# Charlie Dominici
Charlie Dominici (ur. 16 czerwca 1951 w Brooklynie w Nowym Jorku, zm. 17 listopada 2023) – amerykański wokalista i muzyk, pierwszy wokalista grupy Dream Theater (pod tą nazwą), zastąpiony później przez Jamesa LaBrie.
Karierę muzyczną rozpoczął jako gitarzysta i wokalista w chórkach zespołu Franke and the Knockouts, z którym wydał jedną płytę. W 1987 wygrał przesłuchania na wokalistę Dream Theater i dołączył do nich w listopadzie tegoż roku. Wystąpił na debiutanckim albumie grupy, When Dream and Day Unite, z 1989. Jako że był nieco starszy od reszty członków zespołu, jego wizje artystyczne różniły się od poglądów pozostałych muzyków. Styl jego śpiewu nie odpowiadał uprawianemu przez grupę gatunkowi (metal progresywny), muzycy rozstali się więc, w przyjacielskiej atmosferze.
Po opuszczeniu zespołu Dominici podjął pracę w finansach w przedsiębiorstwie motoryzacyjnym, okazjonalnie wracając do muzyki - śpiewał na ślubie Mike'a Portnoya, pracował ze swym bratem nad albumem, który jednak nie ujrzał nigdy światła dziennego, nagrał w 2003 utwór opublikowany na własnej stronie internetowej. Bootlegowe wydawnictwo When Dream and Day Unite Demos z 2004 zawiera wersje demo utworów Dream Theater i coverów The Beatles śpiewanych przez Dominiciego.
6 marca 2004 wystąpił jako gość na koncercie w Los Angeles, z okazji 15. rocznicy wydania pierwszej płyty Dream Theater. Występ ten zarejestrowano na płycie When Dream And Day Reunite.
W 2005 powrócił do muzyki, wydając firmowaną własnym nazwiskiem płytę O3: A Trilogy, Part 1 - pierwszą część planowanej trylogii. Druga, O3: A Trilogy, Part 2, ukazała się w lutym 2007.
Podczas trasy koncertowej Dream Theater promującej album Systematic Chaos - Chaos in Motion World Tour planowane są występy zespołu Charliego Dominici jako grupy otwierającej trzy koncerty.
Rok po wydaniu płyty O3: A Trilogy, Part 2, 22 kwietnia 2008 roku ujrzał światło dziennie trzeci, zamykający trylogię album pod tytułem: O3: A Trilogy, Part 3.

## Dyskografia
- Franke and the Knockouts - Franke & Knockouts (1981)
- Dream Theater - When Dream and Day Unite (1989)
- Dream Theater - When Dream And Day Unite Demos (2004)
- Dominici - O3: A Trilogy, Part One (2005)
- Dream Theater - When Dream And Day Reunite (CD i DVD) (2005)
- Dominici - O3: A Trilogy, Part Two (2007)
- Dominici - O3: A Trilogy, Part Three (2008)